# Fenix*TX
Fenix*TX é uma banda de hardcore melódico e P-punk formada em 1995 em Houston, Texas.

## Membros
- William Salazar - vocal e guitarra
- Chris Lewis - guitarra
- Adam Lewis - baixo
- Ilan Rubin - bateria

## Discografia
- Fenix*Tx (1999)
- Lechuza (2001)
- Purple Reign In Blood (2005)